# Powiat średzki (województwo dolnośląskie)
Powiat średzki – powiat w Polsce (w środkowej części województwa dolnośląskiego), utworzony w 1999 roku w ramach reformy administracyjnej. Jego siedzibą jest miasto Środa Śląska.
W skład powiatu wchodzą:
- gminy miejsko-wiejskie: Miękinia, Środa Śląska
- gminy wiejskie: Kostomłoty, Malczyce, Udanin
- miasta: Miękinia, Środa Śląska

Przed 1 stycznia 1999 r. wszystkie gminy powiatu należały do województwa wrocławskiego, z wyjątkiem gminy Udanin, która należała do województwa legnickiego.

## Położenie
Powiat średzki usytuowany jest w centralnej części województwa dolnośląskiego, 30 km na zachód od jego stolicy – Wrocławia. Na północy graniczy z powiatami: trzebnickim i wołowskim, na zachodzie z legnickim i jaworskim, na południu z powiatem świdnickim. Wschodnim jego sąsiadem jest powiat grodzki wrocławski i ziemski wrocławski. W bliskim sąsiedztwie powiatu leżą również dwie inne duże aglomeracje miejskie: Legnica i Lubin. Obszar powiatu obejmuje centralną część Niziny Śląskiej, a dokładniej jej trzy mezoregiony fizycznogeograficzne: Dolinę Odry, Wysoczyznę Średzką i Równinę Kostomłotów.
Takie usytuowanie sprawia, że znajduje się w dwóch krajobrazowo odmiennych obszarach. Wysoczyzna Średzka leżąca w centrum regionu jest lekko pagórkowata i bezleśna. Wzniesienia na niej występujące są typowymi wzgórzami morenowymi, pokrytymi cienką warstwą lessu. Zbliżony charakter krajobrazowy ma przylegający do niej płaskowyż, noszący nazwę Równina Kostomłotów. Położona w północnej części regionu Dolina Odry składa się przede wszystkim z piaszczystych wzgórz i równin poprzecinanych głębokimi dolinami dawnych rzek, gdzie utworzyły się zatorfione obniżenia porośnięte liściastymi lasami łęgowymi i trzcinami. Duży stopień naturalności lasów sprawił, że w 1959 r. utworzono tu rezerwat przyrody „Zabór”.

## Podział administracyjny
| Gmina              | Typ             | Powierzchnia (km²) | Ludność (2006) | Siedziba     |
| Gmina Środa Śląska | miejsko-wiejska | 214,9              | 19 076         | Środa Śląska |
| Gmina Miękinia     | miejsko-wiejska | 179,5              | 11 635         | Miękinia     |
| Gmina Kostomłoty   | wiejska         | 146,3              | 6872           | Kostomłoty   |
| Gmina Malczyce     | wiejska         | 52,6               | 5975           | Malczyce     |
| Gmina Udanin       | wiejska         | 110,7              | 5650           | Udanin       |

## Demografia
Liczba ludności (dane z 30 czerwca 2005):
|        | Ogółem | Ogółem | Kobiety | Kobiety | Mężczyźni | Mężczyźni |
| osób   | %      | osób   | %       | osób    | %         |           |
| ------ | ------ | ------ | ------- | ------- | --------- | --------- |
| Ogółem | 49 153 | 100    | 24 941  | 50,74   | 24 212    | 49,26     |
| Miasto | 8759   | 17,82  | 4585    | 9,33    | 4174      | 8,49      |
| Wieś   | 40 394 | 82,18  | 20 356  | 41,41   | 20 038    | 40,77     |

▶Wieś vs ▶miasto
Ogółem (▶k, ▶m)
Miasto (▶k, ▶m)
Wieś (▶k, ▶m)

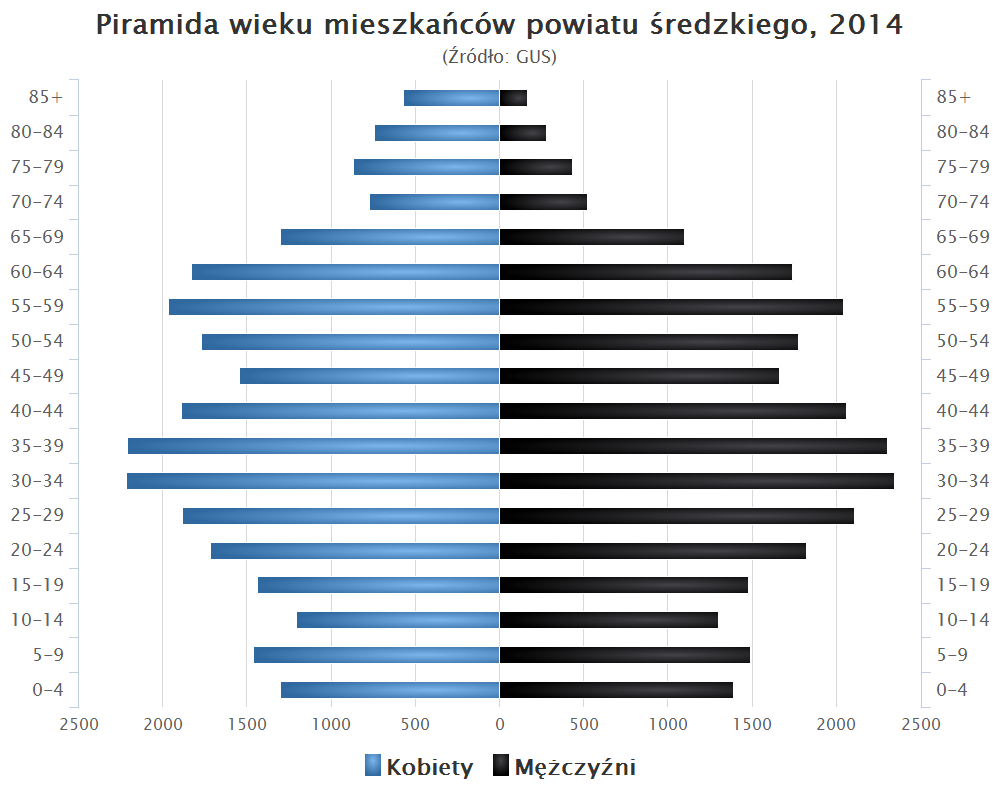
Piramida wieku mieszkańców powiatu średzkiego w 2014 roku

Według danych z 31 grudnia 2019 roku powiat zamieszkiwało 55 079 osób. Natomiast według danych z 30 czerwca 2020 roku powiat zamieszkiwało 55 356 osób.

## Gospodarka
W końcu listopada 2019 liczba zarejestrowanych bezrobotnych w powiecie obejmowała ok. 1 tys. mieszkańców, co stanowi stopę bezrobocia na poziomie 4,8% do aktywnych zawodowo.

## Historia
Powiat Średzki należy do obszarów o najstarszym osadnictwie na Śląsku. Najdawniejsze ślady odkryto w Głosce i szacuje się, że pochodzą z końcowego okresu paleolitu, czyli 8–13 tys. lat temu. Naukowcy twierdzą, że Słowianie przybyli na tereny Powiatu Średzkiego w VI w., zaś do państwa Polan przyłączono je pod koniec X w., za panowania Bolesława Chrobrego. W XII w. na szlaku handlowym pojawiła się osada targowa – Środa Śląska, przemianowana sto lat później na miasto. Lokacja Środy Śląskiej nastąpiła na prawie niemieckim, które po dostosowaniu do miejscowych potrzeb i warunków zaczęto nazywać "prawem średzkim". W 1335 r. region Średzki został włączony do Czech, a w latach 1526–1740 z całym Śląskiem, przeszedł pod panowanie Habsburgów. W 1740 r. powiat został przyłączony do Prus. Przechodzenie kolejno pod panowanie czeskie, austriackie i pruskie skutkowało wieloma wojnami wyniszczającymi okolice, ale również wieloma wpływami kulturowymi i religijnymi. Pierwszym starostą średzkim był w latach 1742–1749 Karl Friedrich von Poser - właściciel dóbr w Radkowicach i Zakrzycach. W okresie wojen napoleońskich Środę Śląską odwiedził sam cesarz Napoleon Bonaparte, który w czerwcu 1813 r. oczekiwał tu na zawarcie rozejmu. Pod koniec II wojny światowej region został zajęty przez wojska radzieckie, stając się ich zapleczem w walkach o Wrocław. Po wojnie na mocy postanowień konferencji w Jałcie i Poczdamie, Śląsk – a wraz z nim powiat średzki, został przekazany Polsce. Pierwszym starostą po wojnie został Romuald Czapliński, a przewodniczącym Powiatowej Rady Narodowej utworzonej w 1946 r. – Szczepan Koralewicz.

## Religia
- Kościół rzymskokatolicki: 22 parafie
- Kościół greckokatolicki: parafia
- Polski Autokefaliczny Kościół Prawosławny: 2 parafie
- Kościół Zielonoświątkowy: zbór
- Świadkowie Jehowy: zbór[8]

## Starostowie średzcy
Na podstawie źródła:
- Ferdynand Grabowiecki (14 listopada 1998 – 18 wrzesień 2000)
- Czesław Osiecki (19 wrzesień 2000 – 13 listopada 2002)
- Stanisław Wicha (14 listopada 2002 – 26 listopada 2006)
- Sebastian Burdzy (27 listopada 2006 – 19 listopada 2018)
- Krzysztof Szałankiewicz (20 listopada 2018 – 6 maja 2024)
- Sebastian Burdzy (6 maja 2024 – nadal)[10]